# دانشگاه فنی ریگا
دانشگاه فنی ریگا (به لاتین: Riga Technical University) یک دانشگاه در لتونی است.